# Chiến tranh chính trị

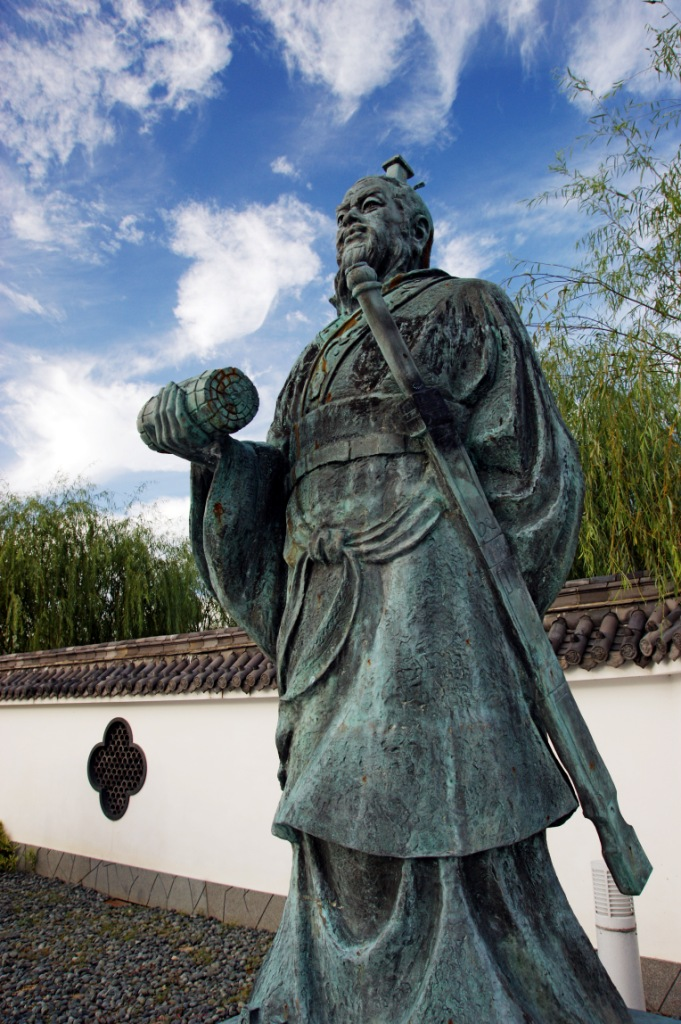
Tượng Tôn Tử ở Yurihama, Tottori, Nhật Bản. Tôn Tử, (544 - 498 trước Công nguyên), một chiến lược gia quân sự, đã viết về sức mạnh vượt trội của chiến tranh chính trị trong cuộc chiến.

Chiến tranh chính trị là việc sử dụng các biện pháp chính trị để ép buộc đối thủ làm theo ý mình, dựa trên ý định thù địch. Thuật ngữ chính trị mô tả sự tương tác được tính toán giữa chính phủ và đối tượng mục tiêu bao gồm chính phủ, quân đội và/hoặc dân số nói chung khác. Chính phủ sử dụng nhiều kỹ thuật để ép buộc một số hành động nhất định, do đó giành được lợi thế tương đối so với đối thủ. Các kỹ thuật bao gồm tuyên truyền và hoạt động tâm lý (PSYOP), phục vụ các mục tiêu quốc gia và quân sự tương ứng. Tuyên truyền có nhiều khía cạnh và có mục đích chính trị thù địch và cưỡng chế. Hoạt động tâm lý là cho các mục tiêu quân sự chiến lược và chiến thuật và có thể được áp dụng cho lực lượng quân sự và dân sự thù địch.
Bản chất cưỡng chế của chiến tranh chính trị dẫn đến làm suy yếu hoặc phá hủy ý chí chính trị, xã hội hoặc xã hội của đối thủ và buộc một hành động có lợi cho lợi ích của nhà nước. Chiến tranh chính trị có thể được kết hợp với bạo lực, áp lực kinh tế, lật đổ và ngoại giao, nhưng khía cạnh chính của nó là "việc sử dụng từ ngữ, hình ảnh và ý tưởng". Việc tạo ra, triển khai và tiếp tục các phương pháp cưỡng chế này là một chức năng của các biện pháp cấp quốc gia và đóng vai trò thay thế tiềm năng cho hành động quân sự trực tiếp hơn. Ví dụ, các phương pháp như trừng phạt kinh tế hoặc cấm vận nhằm mục đích gây ra thiệt hại kinh tế cần thiết để buộc thay đổi chính trị. Các phương pháp và kỹ thuật được sử dụng trong chiến tranh chính trị phụ thuộc vào tầm nhìn và thành phần chính trị của nhà nước đó. Hành vi sẽ khác nhau tùy theo nhà nước là toàn trị, có thẩm quyền hay dân chủ.
Mục tiêu cuối cùng của chiến tranh chính trị là thay đổi ý kiến và hành động của đối thủ theo hướng có lợi cho một nhà nước mà không phải sử dụng sức mạnh quân sự. Kiểu thuyết phục hoặc ép buộc có tổ chức này cũng có mục đích thiết thực là tiết kiệm nhân mạng thông qua việc tránh sử dụng bạo lực để theo đuổi các mục tiêu chính trị. Do đó, chiến tranh chính trị cũng liên quan đến "nghệ thuật của những người bạn nhiệt tình và những kẻ thù không thành công, để giúp đỡ cho sự nghiệp của một người và gây ra sự từ bỏ ý đồ của kẻ thù". Nói chung, chiến tranh chính trị được phân biệt bởi ý định thù địch và thông qua sự leo thang tiềm năng; nhưng tổn thất nhân mạng là một hậu quả được chấp nhận.